# Stenilema quadrinotata
Stenilema quadrinotata är en fjärilsart som beskrevs av Sergius G. Kiriakoff 1965. Stenilema quadrinotata ingår i släktet Stenilema och familjen björnspinnare. Inga underarter finns listade i Catalogue of Life.